# Canon EOS-1D Mark IV
1D Mark III Aucun
Le Canon EOS-1D Mark IV est un appareil photographique reflex numérique fabriqué par Canon et sorti le 26 décembre 2009. La fabrication de ce modèle a été arrêtée mi-2012 après la sortie de l'EOS-1D X, qui marque aussi l'abandon des capteurs au format APS-H.

## Caractéristiques

### Système optique
- Monture EF à objectifs interchangeables, EF uniquement
- Viseur : couverture d’image 100 %, grossissement 0,76 ×, correcteur dioptrique intégré de – 3 à + 1D, volet oculaire intégré, dix verres de visée interchangeables
- Obturateur : Carbone et super-duralumin. De 30 s à 1/8 000 s + pose B, synchro flash 1/300 (avec Speedlite EX) et synchro 1/60, pour la photographie de studio.
- CMOS de 16 megapixels de 28,1 mm × 18,7 mm avec filtre couleur primaire (RVB), unité auto-nettoyante sur filtre IR
- Sensibilité : 100-12 800 ISO, extensible à 50-102 400 ISO avec fonction personnalisée via le menu de prise de vues
- Coefficient de conversion des focales : 1,3 × (APS-H)
- Définition : 16,1 millions de pixels
- Taille des pixels : 7,2 × 7,2 μm
- Ratio image : 3:2

### Système de prise de vue
- Autofocus : TTL-AREA-SIR avec capteur CMOS dédié ; 45 collimateurs (dont 39 en croix) activés automatiquement ou sélectionnables individuellement en manuel. Mémorisation possible d'un seul collimateur. Mode One-shot et Servo Ai prédictif. Plage de mise au point de – 1 à 18 IL pour 100 ISO
- Mesure lumière : Mesure TTL 63 zones SPC, évaluative couplée aux collimateurs AF, sélective 13,5 %, Spot centrée 3,8 %, Spot 3,8 % couplée aux collimateurs AF, Multispot sur 8 points, Intégrale à prédominance centrale, correction d’exposition ± 3 IL par 1/3 ou 1/2 de valeur, mémorisation d’exposition
- Balance des blancs : Automatique avec capteur CMOS + six modes et cinq modes personnalisés, neuf niveaux de corrections de la balance des blancs : bleu/ambre et neuf magenta/vert, Bracketing auto ± 3 IL par 1/3 ou 1 valeur. Réglage manuel de la température de couleur de 2 500 K à 10 000 K
- Modes : Programme décalable, Tv (priorité à la vitesse), Av (priorité à l'ouverture), M (manuel), bracketing auto ± 3 IL par 1/3 de valeur, contrôle de profondeur de champ, mode noir & blanc (via styles d’image)
- Motorisation : Vue par vue, 3 images, 10 images par seconde jusqu'à 121 vues en JPEG large et 28 en RAW en séquences (mode rafale), mode silence, retardateur 10 secondes/2 secondes
- Mesure flash : Flash auto E-TTL II compatible Speedlite EX, correction d'exposition ± 3 IL par 1/3, 1/2 de valeur, bracketing au flash, prise synchro flash, réglage flash et fonctions CF pilotées par le boîtier EOS-1D Mark III

### Gestion d’images
- Double processeur d'images DIGIC 4
- Matrice couleur : Deux types d’espaces couleur : sRVB et Adobe RGB, six préréglages de styles d’image et trois réglages utilisateurs
- Enregistrement : Carte CompactFlash type I, II, SD, SDHC, (support externe via WFT-E2)
  - Formats d'enregistrement : JPEG, RAW, sRAW, RAW+ JPEG, sRAW + JPG (enregistrés individuellement sur carte CF et SD)
  - Modes d'enregistrement :

Large (4 896 × 3 264) 3,5 Mo,
Medium 1 (4 320 × 2 880) 2,8 Mo,
Medium 2 (3 552 × 2 368) 2,1 Mo,
Small (2 448 × 1 632) 1,2 Mo
RAW (4 896 × 3 264) 13 Mo,
M-RAW (3 672 × 2 448) 9,3 Mo
S-RAW (2 448 × 1 632) 7,6 Mo

### Boîtier
- Finition : Capot, façade et châssis en alliage magnésium
- Dimensions : 156 × 156,6 × 80 mm
- Masse : 1180 g (sans alimentation)
- Étanchéité : Étanche à la poussière et à l’eau via joints et cloison de silicone
- Affichage : Écran LCD 3" 920 000 pixels avec sept niveaux de luminosité via menu, mode de visée directe et grille ratio d’aspect, grossissement de l’image en lecture de 1,5× à 10×, rotation automatique et manuelle de l’image, histogramme luminance, histogramme RVB
- Ergonomie : 62 fonctions de personnalisation du boîtier, enregistrement automatique des données de prise de vue, mise sous tension de l’appareil en 0,2 seconde

### Connectivité
- Alimentation : Batterie LP-E4 (autonomie : 2 200 déclenchements à 23 °C et 1 700 déclenchements à 0 °C)
- Enregistrement sonore via micro intégré en fichier WAVE de 30 secondes maximum par image, possibilité de nommer un fichier d’image, réduction du bruit pour les pauses longues : Auto, On, Off
- Connexion : USB 2 Haute Vitesse (PTP), Vidéo (PAL/NTSC), HDMI, Microphone, Prise 15 broches pour accessoires
- Impression : Compatible Direct print, DCF 2.0, Exif print version 2.21 et DPOF version 1.1, PictBridge